# Tratalias
Tratalias ist eine italienische Gemeinde (comune) mit 988 Einwohnern (Stand 31. Dezember 2023) in der Provinz Sulcis Iglesiente auf Sardinien. Die Gemeinde liegt etwa acht Kilometer südöstlich von Carbonia und etwa 23,5 Kilometer südsüdöstlich von Iglesias am Lago di Monte Pranu und am Parco Geominerario Storico ed Ambientale della Sardegna.

## Sehenswürdigkeiten
Die Kathedrale Santa Maria di Monserrato ist die herausragende Sehenswürdigkeit der Stadt.

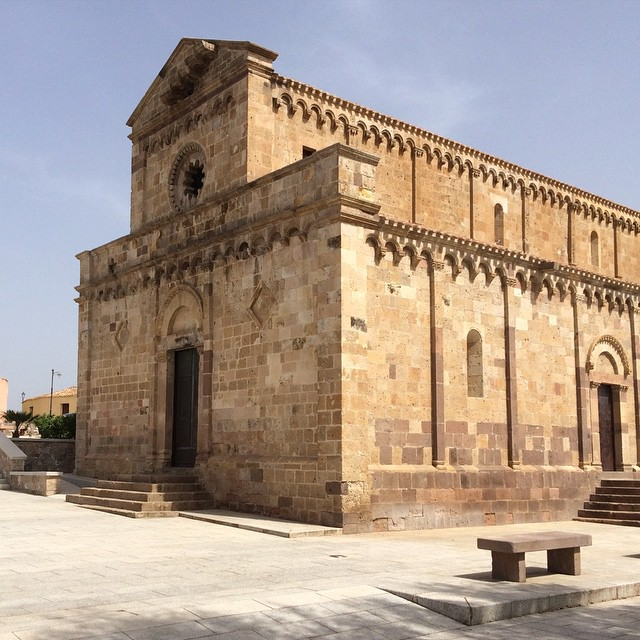
Kathedrale von Tratalias
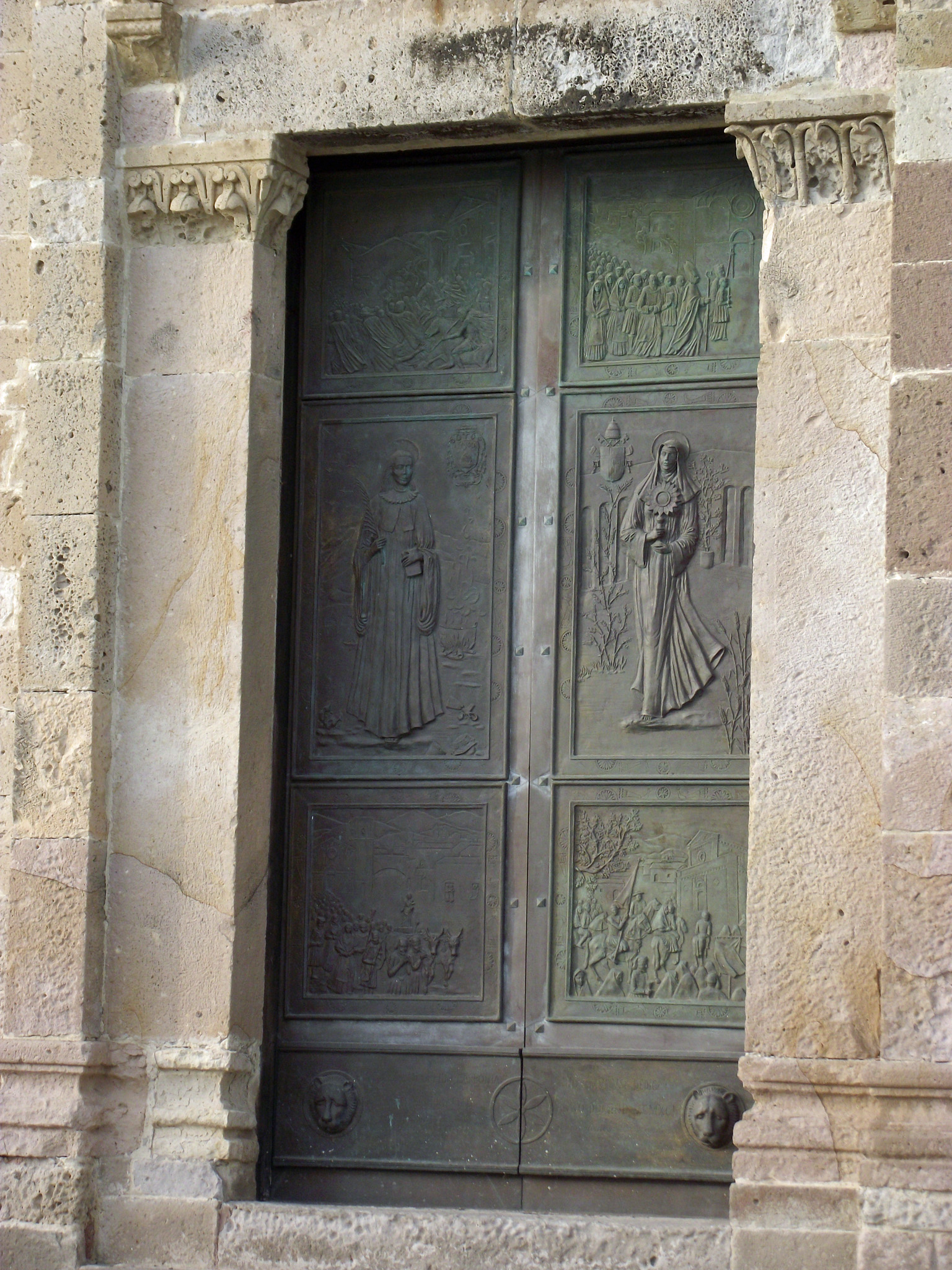
Kirchenportal
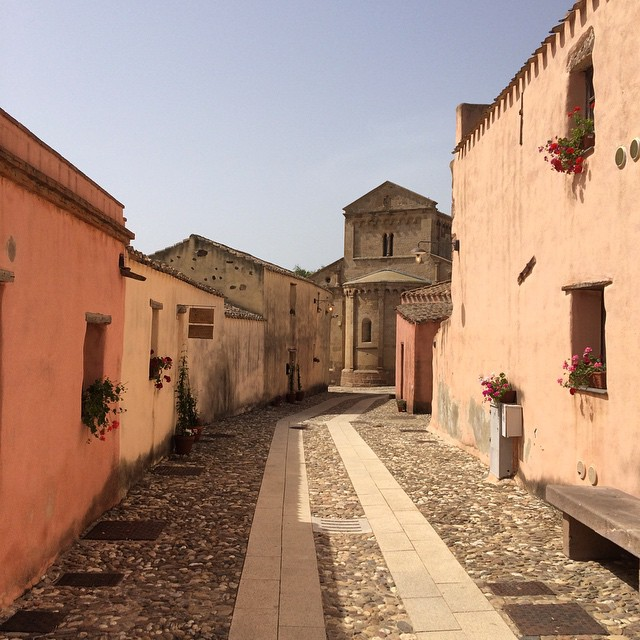
Tratalias vecchia
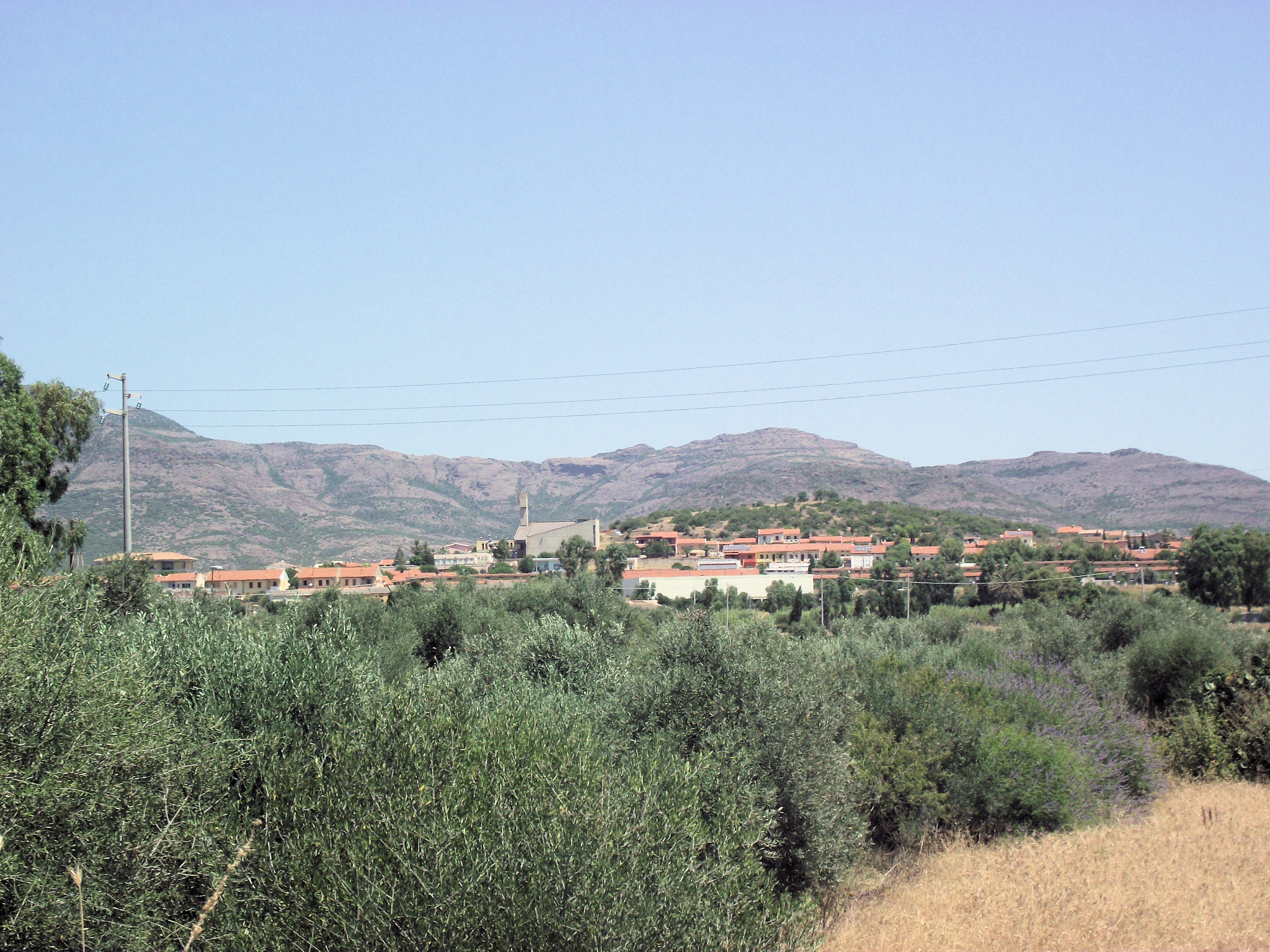
Tratalias Nuova
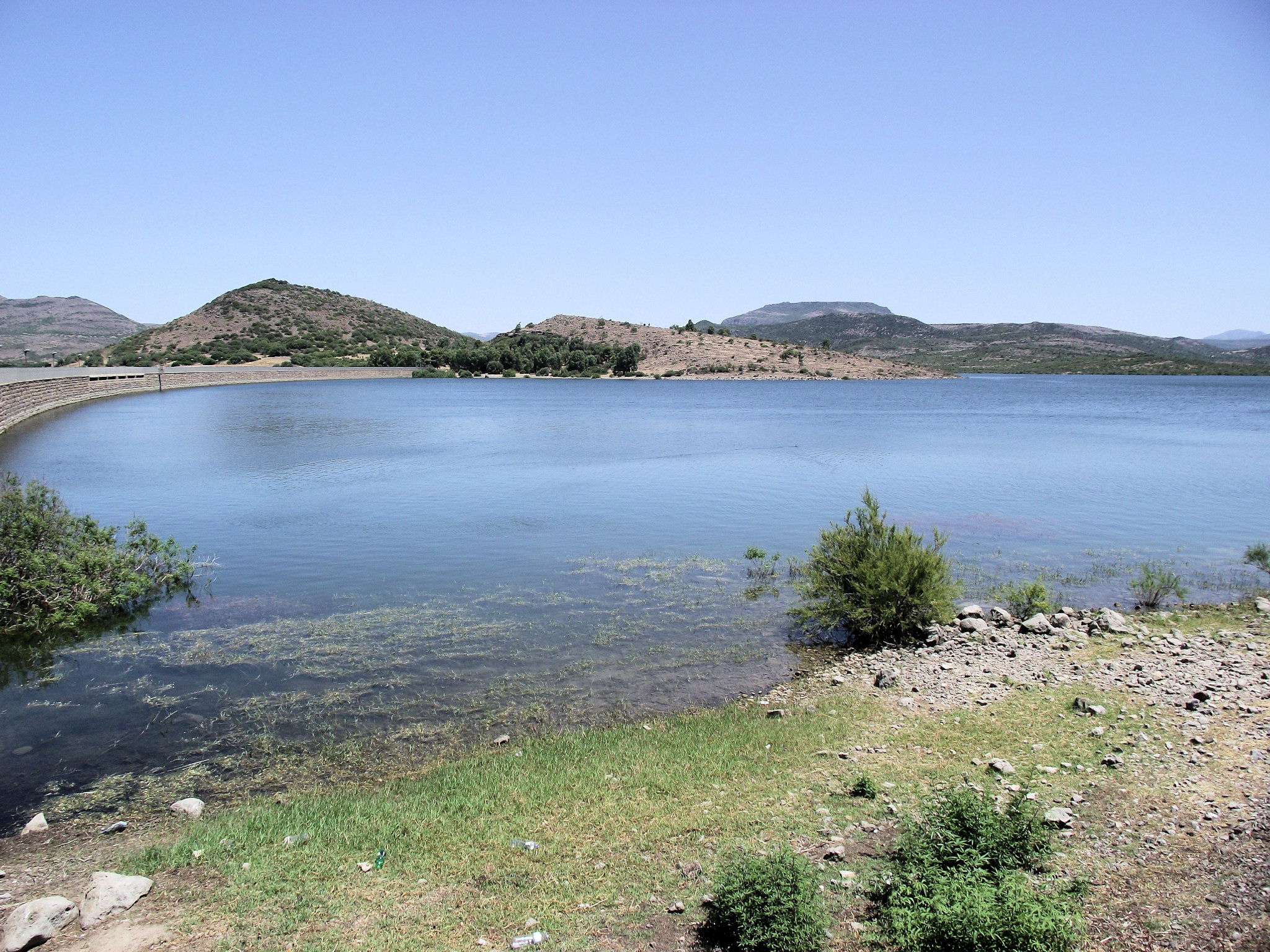
Lago Monte Pranu

## Gemeindepartnerschaften
Tratalias unterhält eine inneritalienische Partnerschaft mit der Gemeinde Fumane in der Provinz Verona. Seit dem Jahr 2014 hat Tratalias auch eine Partnerschaft mit der Stadt Achali Atoni in der von Georgien abtrünnigen Republik Abchasien.